# (363) Padua
(363) Padua – planetoida z pasa głównego asteroid okrążająca Słońce w ciągu 4 lat i 202 dni w średniej odległości 2,75 j.a. Została odkryta 17 marca 1893 roku w Observatoire de Nice w Nicei przez Auguste Charloisa. Nazwa planetoidy pochodzi od włoskiego miasta Padwa. Przed nadaniem nazwy planetoida nosiła oznaczenie tymczasowe (363) 1893 S.